# براتیناتس
براتیناتس (به صربی: Bratinac) یک منطقهٔ مسکونی در صربستان است که در ناحیه برانیچوو واقع شده‌است. براتیناتس ۶۲۹ نفر جمعیت دارد.